# Giuseppe Porelli
Pour les articles homonymes, voir Porelli.
Giuseppe Porelli est un acteur italien né le 24 novembre 1897 à Naples et mort le 5 mars 1982 à Rome.

## Filmographie

### Cinéma
- 1934 : Oggi sposi
- 1934 : Frutto acerbo : le majordome
- 1936 : Trente Secondes d'amour (Trenta secondi d'amore) de Mario Bonnard : l'avocat Ferrini
- 1937 : Felicità Colombo : Nicolino
- 1938 : Napoli d'altri tempi : Barracchi
- 1938 : La mazurca di papà
- 1938 : L'amor mio non muore!
- 1938 : Fuochi d'artificio de Gennaro Righelli : Scaramanzia
- 1938 : La casa del peccato : le majordome
- 1939 : Battements de cœur : Mirko Maciaky
- 1939 : Napoli che non muore : Maître Califano
- 1939 : Belle o brutte si sposan tutte... : Ruggero
- 1939 : Bionda sotto chiave : Rodolfo
- 1939 : Due milioni per un sorriso : Spinelli
- 1939 : Due occhi per non vedere : Demetrio Sansoni
- 1939 : Retroscena
- 1940 : Scandalo per bene : Veniero de la Vida
- 1940 : Trappola d'amore : le Lord
- 1940 : Il Bazar delle idee
- 1940 : La peccatrice : Angelo Bandelli
- 1940 : Cento lettere d'amore : le secrétaire
- 1941 : Primo amore (it) : Peppino Percoppo
- 1941 : Turbine : Don Prospero Barbieri
- 1942 : Non mi sposo più : Mäki
- 1942 : Margherita fra i tre : Oncle Ludovico
- 1942 : L'affare si complica
- 1942 : Colpi di timone : Andrea Valente
- 1943 : Harlem : le duc de Solimena
- 1943 : Le Voyage de monsieur Perrichon : Maggiorino
- 1943 : Gli assi della risata
- 1943 : Je vous aimerai toujours : Alessandro
- 1943 : Ti conosco, mascherina! : Marcello
- 1944 : Il fiore sotto gli occhi : Renato Falessi
- 1945 : Il ventesimo duca : Francesco
- 1945 : I dieci comandamenti
- 1945 : La resa di Titì
- 1945 : Non canto più : Adolfo
- 1946 : Io t'ho incontrata a Napoli
- 1946 : Felicità perduta : Sabastiano
- 1946 : Au diable la richesse : Bonifazio
- 1947 : Cronaca nera
- 1947 : Dove sta Zaza?
- 1948 : La bête se réveille : le conducteur du Napolitain
- 1948 : La Loi du sang : Corrado
- 1949 : Perdu dans les ténèbres : Giovanni
- 1949 : Vivere a sbafo
- 1950 : Fra Diavolo (Donne i briganti) de Mario Soldati : Ferdinand
- 1950 : Sambo
- 1951 : Arrivano i nostri : Baron Rapelli
- 1951 : Accidenti alle tasse!! : Raffaele Borraciolo
- 1951 : Paris est toujours Paris : Raffaele D'Amore
- 1951 : L'eroe sono io!
- 1952 : Wir tanzen auf dem Regenbogen
- 1952 : Moi, Hamlet : Polonio
- 1953 : Siamo tutti inquilini
- 1953 : Station Terminus
- 1953 : Pattes de velours de Claudio Gora
- 1953 : La Route du bonheur : Dr Enrico De Blasi
- 1953 : Siamo ricchi e poveri
- 1953 : Scampolo 53
- 1953 : Nous les brutes : le commissaire
- 1954 : Destinées : Gorgias
- 1954 : Amours d'une moitié de siècle : Fosco D'Agaga
- 1954 : Gran varietà de Domenico Paolella, segment Mariantonia
- 1954 : Misère et Noblesse : Ottavio
- 1954 : La città canora : Don Raffaele Scotto
- 1954 : Era lei che lo voleva! : le père de Nausicaa
- 1954 : La Maison du souvenir : Carlotti
- 1954 : Napoli è sempre Napoli
- 1954 : Les Deux Orphelines : le duc à la fête
- 1955 : Io sono la primula rossa
- 1956 : Les Forains (I girovaghi) d'Hugo Fregonese : Professeur Kroll
- 1956 : Nos plus belles années : l'avocat
- 1956 : Donatella : Pasquale
- 1956 : Donne, amore e matrimoni : Morani
- 1957 : Vacances à Ischia : le juge
- 1957 : Primo applauso
- 1958 : I prepotenti
- 1958 : Il bacio del sole (Don Vesuvio) : le commissaire
- 1958 : Ricordati di Napoli : Don Felice Coppa
- 1958 : Carosello di canzoni : Salvatore Apicella
- 1958 : Addio per sempre!
- 1959 : Le donne ci tengono assai
- 1959 : Tunisi top secret : Baron Philippe
- 1959 : Le notti dei Teddy Boys
- 1959 : Roulotte e roulette : un joueur
- 1960 : Genitori in blue-jeans : Roberto
- 1960 : Noi duri : Inspecteur Vichy
- 1960 : Une fille pour l'été : Jérôme
- 1960 : I piaceri del sabato notte : Paolo Iavecchia
- 1960 : A qualcuna piace calvo : Peppino
- 1961 : Le ambiziose : Titta
- 1961 : L'Imprévu
- 1961 : Vacanze alla baia d'argento : Baron Onofrio Onofri
- 1961 : Don Camillo Monseigneur : Dr Galluzzi
- 1961 : Le Jugement dernier : l'escorte des célébrités
- 1961 : Maurizio, Peppino e le indossatrici
- 1962 : Peccati d'estate
- 1962 : Les Don Juan de la Côte d'Azur : le père de Gloria
- 1962 : Il mio amico Benito : le chef de la division
- 1963 : Avventura al motel de Renato Polselli : Seigneur de Capodimonte
- 1963 : Rocambole contre services secrets : Fouquet
- 1964 : Le Gendarme de Saint-Tropez : M. Harper, dit Ferguson
- 1965 : Le sedicenni
- 1966 : Mi vedrai tornare : le duc
- 1967 : Stasera mi butto : Fefè

### Télévision
- 1956 : L'alfiere : Baron Lancia (1 épisode)
- 1964 : Biblioteca di Studio Uno : La primula rossa : Lord Anthony
- 1965 : Il padrone del villaggio : Ezevikin (1 épisode)
- 1965 : Scaramouche : Silvio Fiorillo (2 épisodes)
- 1965 : Resurrezione : l'avocat Fanarin (1 épisode)
- 1967 : Il latitante
- 1967 : Sheridan, squadra omicidi : Rosmini (1 épisode)
- 1971 : I Buddenbrook : Hoffstede (1 épisode)